# 阿尔泰霍
阿尔泰霍（西班牙語：Arteijo），是西班牙加利西亚自治区拉科鲁尼亚省的一个市镇。总面积93km², 总人口23306人（2001年），人口密度251人/km²。